# Michael Frankenberg
Michael Frankenberg, nemški lokostrelec, * 13. januar 1979.
Sodeloval je na lokostrelskem delu poletnih olimpijskih igrah leta 2000, kjer je osvojil 21. mesto v individualni konkurenci.